# Old Eucha
Old Eucha – jednostka osadnicza w Stanach Zjednoczonych, w stanie Oklahoma, w hrabstwie Delaware.